# قائمة عتاد القوات الإسرائيلية

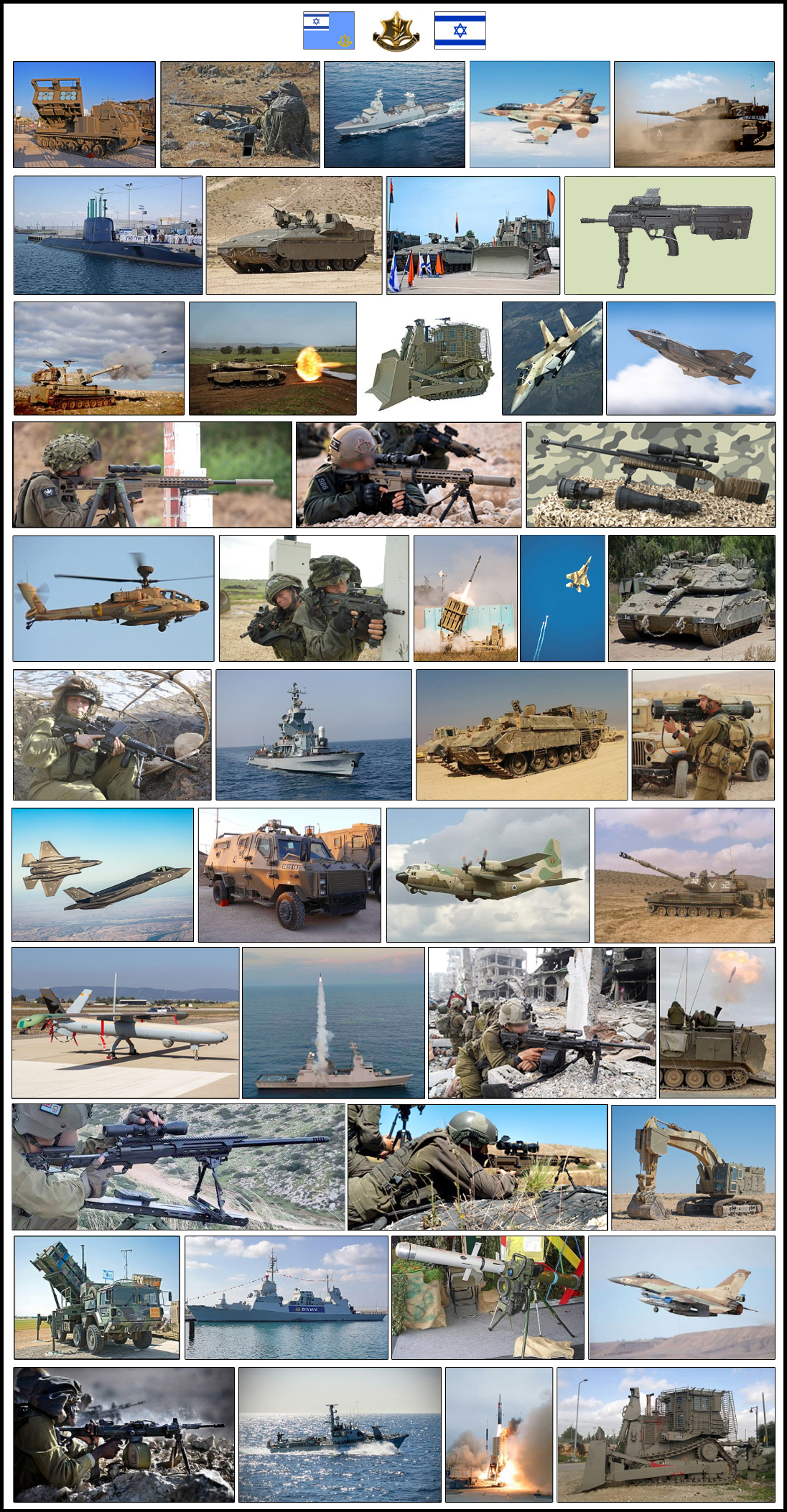
المعدات والأسلحة الحالية لجيش الدفاع الإسرائيلي، 2021

يتضمن العتاد العسكري لإسرائيل مجموعة واسعة من الأسلحة، والعربات المدرعة، والمدفعية، والصواريخ، والطائرات، والمروحيات، والسفن الحربية. يتم شراء العديد من هذه المعدات من الخارج، بينما يتم تصميم العديد منها محليًا. حتى حرب الأيام الستة عام 1967، كان المورد الرئيسي لجيش الدفاع الإسرائيلي هو فرنسا، لكن منذ ذلك الحين، أصبحت الولايات المتحدة الأمريكية وحكومتها الفيدرالية وشركاتها الدفاعية المصدر الأساسي للتسليح. في أوائل القرن الحادي والعشرين، بدأت الشركات الإسرائيلية (مثل أنظمة سولتم) في بيع الأسلحة للولايات المتحدة. كما تخضع العديد من المعدات العسكرية لتعديلات وتحسينات في الورش الإسرائيلية.
بالإضافة إلى الأسلحة المشتراة من الخارج والمعدات المنتجة محليًا، تحتفظ إسرائيل بمخزون كبير من المعدات العسكرية التي تعود للالاتحاد السوفيتي، والتي استولت عليها من الجيوش العربية خلال الصراع العربي الإسرائيلي.

## التاريخ
خلال حرب 1948 العربية الإسرائيلية، كان العتاد العسكري في جيش الدفاع الإسرائيلي متنوعًا وغير متناسق بسبب القيود الشديدة على الحصول على العتاد الحربي (نتيجة الانتداب البريطاني على فلسطين والمقاطعة العربية لإسرائيل). خلال الخمسينيات، بدأ جيش الدفاع عملية توحيد المعدات، معتمدًا بشكل أساسي على الصناعات العسكرية الفرنسية.
في حرب الأيام الستة، توقفت الشراكة العسكرية مع فرنسا (بسبب حظر الأسلحة الفرنسي عام 1967)، مما دفع إسرائيل إلى الاعتماد على الأسلحة الأمريكية والبحث والتطوير المحلي. خلال الثمانينيات والتسعينيات، زادت إسرائيل من إمداداتها من الأسلحة المدرعات والطائرات الأمريكية، سعيًا لتحقيق تفوق تكنولوجي على الدول العربية، بهدف بناء "جيش أصغر وأذكى".
كما ازداد الاعتماد على العتاد العسكري المصنع محليًا بشكل كبير. واليوم، يتم تصنيع الغالبية العظمى من المعدات العسكرية الإسرائيلية إما في الولايات المتحدة (وتخضع لتعديلات في الورش الإسرائيلية)، أو يتم تطويرها وإنتاجها محليًا، مع تركيز متزايد على التكنولوجيا المتقدمة، بما في ذلك الفضاء الجوي والإلكترونيات.

## التطوير العسكري المحلي
تم تطوير العديد من المعدات العسكرية محليًا في إسرائيل، ومن بينها:
| - الأسلحة النارية الخفيفة - درو مدفع رشاش خفيف - أي دبليو آي نيجيف مدفع رشاش خفيف - عوزي رشاش - مسدس عوزي مسدس رشاش - ديزرت إيغل مسدس نصف آلي - جيريكو 941 مسدس نصف آلي - BUL M-5 مسدس نصف آلي - BUL Storm مسدس نصف آلي - SP-21 باراك مسدس نصف آلي - جاليلي بندقية هجومية - إيس بندقية هجومية - تافور بندقية هجومية - M89SR بندقية قنص - Hezi SM-1 سلاح نصف آلي PDW - الصواريخ والقذائف المضادة للدبابات - ماتادور (سلاح) صاروخ موجه مضاد للدروع - بي-300 صاروخ موجه مضاد للدروع - قاذفة SMAW - شيبون قاذفة صواريخ - FGM-172 SRAW صاروخ موجه مضاد للدروع - ماباتس صاروخ موجه مضاد للدروع - سبايك (صاروخ) صاروخ موجه مضاد للدروع - لاهات صاروخ جو-أرض - نمرود (صاروخ) صاروخ جو-أرض - أنواع أخرى من الصواريخ - بيتون (صاروخ) صاروخ جو-جو - دمية عسكرية صاروخ خداعي - بوباي - صاروخ دليلة - صاروخ جوال - صاروخ مضاد للإشعاعات - لورا (صاروخ) - أريحا (صاروخ) صاروخ باليستي متوسط المدى - الطائرات - آي إيه آي وادي عربة طائرة نقل عسكرية - آي إيه آي ويستويند طائرة مراقبة - نيشر طائرة مقاتلة - كفير (طائرة) طائرة مقاتلة - لافي طائرة مقاتلة - الزوارق الحربية - زورق دورية فئة شالداغ - زورق دابور - زورق دورية سوبر دفورا مارك 2 - زورق دورية سوبر دفورا مارك 3 - ساعر 3 - ساعر 4 - ساعر 4.5 - فرقاطة ساعر 5 - غواصة غال - غواصة دولفين - تقنيات الفضاء - رحلة فضائية - أفق (قمر صناعي) قمر استطلاع - شافيت صاروخ حامل - EROS قمر اصطناعي لرصد الأرض - TecSAR قمر استطلاع - محطات الأسلحة - سلاح طلقة الزاوية - نظام الأسلحة العلوية رافائيل - محطة الأسلحة المسيرة سامسون - نظام الأسلحة تايفون - أنظمة الحماية النشطة - تروفي نظام حماية نشط - قبضة حديدية نظام حماية نشط - الرادارات - صفيف مسح إلكتروني نشط رادار - EL/M-2032 رادار التحكم الناري - EL/M-2052 رادار المصفوفة الممسوحة إلكترونيًا النشطة (AESA) - EL/M-2075 فالكون نظام الإنذار المبكر والتحكم - EL/M-2080 جرين باين رادار تتبع الأهداف - EL/M-2083 نظام الإنذار المبكر والتحكم - المعدات البصرية والإلكترونية - البصريات الكهربائية - سبايس (قنبلة) ذخيرة موجهة بدقة - نظام التموضع العالمي - توجيه الصاروخ - استخبارات ومراقبة واكتساب الهدف واستطلاع | - الدبابات - سوبر شيرمان دبابة متوسطة - شوت دبابة قتال رئيسية - مجاح (المدق) دبابة قتال رئيسية - سابرا (دبابة) دبابة قتال رئيسية - ميركافا دبابة قتال رئيسية - المركبات القتالية - ناقلة الجند المدرعة M113 في إسرائيل ناقلة جنود مدرعة - نيمدا شوت ناقلة جنود مدرعة - كاسحة الألغام تريل بليزر مركبة إصلاح مدرعة - نجماتشون ناقلة جنود مدرعة - ناكبادون مركبة هندسية عسكرية - بوما (مركبة هندسية مدرعة) مركبة هندسية عسكرية - أخزاريت ناقلة جنود مدرعة - نامر (ناقلة جنود مدرعة) ناقلة جنود مدرعة - نيميرا (مركبة إنقاذ) مركبة إصلاح مدرعة - ناقلات الجنود المدرعة الثقيلة في الجيش الإسرائيلي - AIL Abir مركبة عسكرية خفيفة - AIL Storm مركبة عسكرية خفيفة - بلسان ساند كات مركبة مدرعة - جولان (عربة مدرعة) عربة مدرعة - AIL M325 سيارة قيادة عسكرية - المدفعية - دافيدكا هاون (سلاح) - سولتم إم-66 هاون (سلاح) - هاوتزر سولتم إم-71 مدفع ذاتي الحركة - سولتم إم-120 هاون (سلاح) - L-33/39 Ro'em مدفع ذاتي الحركة - ماكمات (مدفع هاون ذاتي الدفع) مدفع ذاتي الحركة - MAR-240/290 مدفعية صاروخية - LAR-160 مدفعية صاروخية - LAROM مدفعية صاروخية - كاردوم مدفع ذاتي الحركة - راسكال (هاوتزر) مدفع ذاتي الحركة - أتموس 2000 مدفع ذاتي الحركة - شوليف مدفع ذاتي الحركة - بيريح (حاملة صواريخ) حاملة صواريخ - المركبات الجوية غير المأهولة (الطائرات المسيرة) - مسطيف (طائرة مسيرة) طائرة مسيرة - كاسبر 250 طائرة مسيرة - سيلفر آرو مايكرو-V طائرة مسيرة - سيلفر آرو قناص طائرة مسيرة - الكشاف (طائرة مسيرة) طائرة مسيرة - هاربي (طائرة مسيرة) طائرة مسيرة - هاروب (طائرة مسيرة) طائرة مسيرة - بيرد آي (طائرة مسيرة) طائرة مسيرة - آي-فيو (طائرة مسيرة) طائرة مسيرة - رينجر (طائرة مسيرة) طائرة مسيرة - هيرون (طائرة مسيرة) طائرة مسيرة - أيتان (طائرة مسيرة) طائرة مسيرة - بانثر (طائرة مسيرة) طائرة مسيرة - الشبح (طائرة مسيرة) طائرة مسيرة - المستكشف 2 (طائرة مسيرة) طائرة مسيرة - الصياد 5 (طائرة مسيرة) طائرة مسيرة - سكايلارك 1 طائرة مسيرة - هرمز 450 طائرة مسيرة - إلبت هرمز 900 طائرة مسيرة - المهيمن (طائرة مسيرة) طائرة مسيرة - أوربيتر (طائرة مسيرة) طائرة مسيرة - إكس-هوك (طائرة مسيرة) طائرة مسيرة - الصقر الصغير (طائرة مسيرة) طائرة مسيرة - المركبات غير المأهولة - الأفعى الآلية مسيرة برية - الحامي البحري مسيرة بحرية - الجندي الآلي مسيرة برية - رعد الفجر جرافة مدرعة - سمكة مارلين الفضية مسيرة بحرية - أنظمة الدفاع الجوي - سلاح ذاتي الحركة مضاد للطائرات - باراك 1 صاروخ أرض-جو - برق 8 صاروخ أرض-جو قوات بحرية - سبايدر منظومة دفاع جوي - آرو (صاروخ) صواريخ مضادة للصواريخ الباليستية - ليزر تكتيكي عالي الطاقة نظام ليزر مضاد للصواريخ - القبة الحديدية دفاع صاروخي قصير المدى - مقلاع داوود دفاع صاروخي متوسط المدى - معدات متفرقة - ميتزنيفيت تمويه خوذة عسكرية - تومكار مركبة لجميع التضاريس - مدفع IMI 120 ملم MG251/253 سبطانة ملساء مدفع دبابة - كيلشون صاروخ مضاد للإشعاعات - كاتربيلر دي-9 (جرافة الجيش الإسرائيلي) جرافة مدرعة - سلاح سكَنَك مكافحة الشغب - سلاح الصرخة مكافحة الشغب - سيمون (قنبلة اختراق) قنبلة اختراق - الحاسوب التكتيكي المحسن حاسوب تكتيكي محسن - خوذة المعركة خوذة قتالية |

## معدات القوات البرية

### الأسلحة النارية الخفيفة
| الاسم                                | الصورة   | النوع                                | العيار             | بلد المنشأ       | الملاحظات                                                                                 |
| المسدسات                             | المسدسات | المسدسات                             | المسدسات           | المسدسات         | المسدسات                                                                                  |
| ------------------------------------ | -------- | ------------------------------------ | ------------------ | ---------------- | ----------------------------------------------------------------------------------------- |
| جيركو 941                            |          | مسدس نصف آلي                         | 9×19 ملم بارابيلوم | إسرائيل          | يُستخدم من قبل جيش الدفاع الإسرائيلي والقوات الخاصة                                        |
| جلوك17                               |          | مسدس نصف آلي                         | 9×19 ملم           | النمسا           | يُستخدم من قبل القوات الخاصة للجيش الإسرائيلي                                              |
| جلوك19                               |          | مسدس نصف آلي                         | 9×19 ملم           | النمسا           | يُستخدم من قبل القوات الخاصة للجيش الإسرائيلي                                              |
| براوينغ هاي باور                     |          | مسدس نصف آلي                         | 9×19 ملم           | بلجيكا           |                                                                                           |
| سيج سوير بي226                       |          | مسدس نصف آلي                         | 9×19 ملم بارابيلوم | سويسرا           | مُستخدم من قبل القوات الخاصة للجيش الإسرائيلي                                              |
| بيريتا أم 1951                       |          | مسدس نصف آلي                         | 9×19 ملم           | إيطاليا          |                                                                                           |
| هيكلر وكوخ P11                       |          | مسدس مخصص للاستخدام تحت الماء        | 7.62×36 ملم        | ألمانيا          | يُستخدم في العمليات البحرية الخاصة                                                         |
| الرشاشات الخفيفة                     |          |                                      |                    |                  |                                                                                           |
| عوزي                                 |          | رشاش خفيف                            | 9×19 ملم           | إسرائيل          | مُستخدم في إصدارات متعددة مثل عوزي، ميني-عوزي، ميكرو-عوزي، وعوزي-برو                       |
| ماك-10                               |          | رشيشة                                | 9×19 ملم           | الولايات المتحدة |                                                                                           |
| آي دبليو آي تافور إكس-95             |          | رشيشة وبندقية اقتحام                 | نسخة 9×19 ملم      | إسرائيل          | نسخة صامتة تُستخدم من قبل القوات الخاصة                                                    |
| البنادق نصف الآلية                   |          |                                      |                    |                  |                                                                                           |
| روجير 10/22 كاتم صوت                 |          | بندقية نصف آلية                      | .22 LR             | الولايات المتحدة | مُعتمدة لاستخدامها في السيطرة على الحشود دون التسبب بضرر قاتل                              |
| البنادق الهجومية                     |          |                                      |                    |                  |                                                                                           |
| آي دبليو آي تافور إكس-95 (دور جيميل) |          | بندقية هجومية/كاربين/بندقية خدمة     | 5.56×45 ملم ناتو   | إسرائيل          | نسخة محسّنة من X95 مع ماسورة أطول                                                          |
| تافور                                |          | بندقية هجومية                        | 5.56×45 ملم        | إسرائيل          | أُخرجت من الخدمة عام 2009 وتم استبدالها بـ X95                                             |
| بندقية إم-4 القصيرة                  |          | كاربين/بندقية هجومية/بندقية خدمة     | 5.56×45 ملم        | الولايات المتحدة | بندقية الخدمة القياسية جنبًا إلى جنب مع M16 وCAR-15 وX95 وتُستخدم من قبل القوات الخاصة      |
| بندقية إم 16                         |          | بندقية هجومية                        | 5.56×45 ملم        | الولايات المتحدة | تُستخدم للبنادق الطويلة مع تعديلات تشمل ماسورة قصيرة ومخزون قابل للطي                      |
| بنادق القناصة                        |          |                                      |                    |                  |                                                                                           |
| نظام أسلحة القناصة إم24              |          | بندقية قنص                           | 7.62×51 ملم        | الولايات المتحدة | بندقية القناصة القياسية، تحقق دقة 0.5 MOA باستخدام ذخيرة من الصناعات العسكرية الإسرائيلية |
| باراك (HTR 2000)                     |          | بندقية قنص بعيدة المدى               | .338 لابوا ماغنوم  | الولايات المتحدة | بندقية معدلة خصيصًا للجيش الإسرائيلي                                                       |
| باريت إم82                           |          | بندقية مضادة للمعدات                 | 12.7×99 ملم        | الولايات المتحدة | تُستخدم بشكل أساسي من قبل فيلق الهندسة القتالية والقوات الخاصة                             |
| ماكميلان تاك-50                      |          | بندقية قنص بعيدة المدى/مضادة للمعدات | 12.7×99 ملم        | الولايات المتحدة | تُستخدم من قبل القوات الخاصة                                                               |
| القنابل اليدوية                      |          |                                      |                    |                  |                                                                                           |
| قنبلة ام26                           |          | قنبلة شظايا                          | غير متوفر          | إسرائيل          | مستوحاة من القنبلة الأمريكية M26                                                          |
| M48                                  |          | قنبلة صاعقة                          | غير متوفر          | إسرائيل          | مستوحاة من القنبلة الأمريكية M84                                                          |

### قاذفات الصواريخ والقنابل
| الاسم         | الصورة | النوع                         | العيار | بلد المنشأ       | الملاحظات |
| ------------- | ------ | ----------------------------- | ------ | ---------------- | --- |
| بي-300 شيبون  |        | قاذفة صواريخ محمولة على الكتف | 96 ملم | إسرائيل          | نسخة محسنة من B-300، تُستخدم ضد الدروع والتحصينات                                                                           |
| لاو إم 72     |        | قاذفة صواريخ محمولة على الكتف | 66 ملم | الولايات المتحدة | تُستخدم ضد العربات الخفيفة والتحصينات، سهلة الحمل والاستخدام                                                                |
| MATADOR       |        | قاذفة صواريخ محمولة على الكتف | 90 ملم | إسرائيل سنغافورة | تُستخدم في تدمير التحصينات والهياكل الخرسانية بفعالية عالية                                                                 |
| M203          |        | قاذفة قنابل تحت الماسورة      | 40 ملم | الولايات المتحدة | تُركب عادةً تحت بنادق M16، M4، CAR-15، وX95. في X95 يتم تركيبها مع ماسورة أطول وحلقة زناد واسعة بدلًا من قبضة الزناد القياسية |
| Mk 19         |        | قاذفة قنابل أوتوماتيكية       | 40 ملم | الولايات المتحدة | تُستخدم لتوفير دعم ناري كثيف ضد تجمعات العدو والعربات المدرعة الخفيفة                                                       |
| Mk 47 Striker |        | قاذفة قنابل أوتوماتيكية       | 40 ملم | الولايات المتحدة | نسخة متطورة من Mk 19 مع نظام تصويب محوسب وتحسين في الأداء التكتيكي                                                         |

### الصواريخ
| الاسم           | الصورة | النوع                          | بلد المنشأ       | الملاحظات |
| --------------- | ------ | ------------------------------ | ---------------- | --- |
| سبايك           |        | صاروخ مضاد للدبابات            | إسرائيل          | يُستخدم بمختلف إصداراته، مثل غيل (Spike-MR)، غيل 2 (Spike-LR II)، سبايك-ER (الإصدارين الأول والثاني)، وتموز (صاروخ) (Spike NLOS) للمدى البعيد |
| بي جي إم-71 تاو |        | صاروخ مضاد للدبابات            | الولايات المتحدة | صاروخ موجه سلكيًا يُستخدم لاستهداف المدرعات والمخابئ المحصنة                                                                                   |
| لاهات           |        | صاروخ مضاد للدبابات            | إسرائيل          | مصمم ليتم إطلاقه من الدبابات أو المروحيات، مزود بتوجيه ليزري لضرب الأهداف المدرعة                                                            |
| ماباتس          |        | صاروخ مضاد للدبابات            | إسرائيل          | نسخة متطورة من TOW لكن بدون الحاجة إلى توجيه سلكي، مما يمنحها مرونة أكبر في ساحة المعركة                                                     |
| نمرود           |        | صاروخ مضاد للدبابات بعيد المدى | إسرائيل          | يمكن استخدامه ضد المدرعات والأهداف الثابتة والمتحركة على مدى يصل إلى 50 كم                                                                   |

### المركبات العسكرية
| الاسم                                             | الصورة                                | النوع                                 | العدد                                 | بلد المنشأ                            | الملاحظات |
| الدبابات القتالية الرئيسية (400 وحدة)             | الدبابات القتالية الرئيسية (400 وحدة) | الدبابات القتالية الرئيسية (400 وحدة) | الدبابات القتالية الرئيسية (400 وحدة) | الدبابات القتالية الرئيسية (400 وحدة) | الدبابات القتالية الرئيسية (400 وحدة)                                                                         |
| ------------------------------------------------- | ------------------------------------- | ------------------------------------- | ------------------------------------- | ------------------------------------- | --- |
| ميركافا 4M                                        |                                       | دبابة قتال رئيسية                     | ~400                                  | إسرائيل                               | مجهزة بنظام الحماية النشط تروفي APS، مصممة لتوفير حماية طاقم فائقة في بيئات القتال الحضرية والصحراوية         |
| ميركافا 4                                         |                                       | دبابة قتال رئيسية                     | ~400                                  | إسرائيل                               | تُستخدم بشكل أساسي في القوات المدرعة، وتتميز بمدفع 120 ملم ونظام تحكم رقمي متقدم                               |
| ميركافا 3                                         |                                       | دبابة قتال رئيسية                     | ~700 مخزنة                            | إسرائيل                               | نسخة قديمة ولكنها لا تزال في الخدمة الاحتياطية، تتميز بتدريع إضافي ومحرك أقوى من الإصدارات السابقة            |
| ناقلات الجند المدرعة (1,360 وحدة)                 |                                       |                                       |                                       |                                       | |
| إم-113                                            |                                       | ناقلة جنود مدرعة                      | 500 نشطة، 5000 مخزنة                  | الولايات المتحدة إسرائيل              | خرجت من الخدمة القتالية الرئيسية بعد حادثة مجزرة الشجاعية عام 2014 بسبب ضعف التدريع                           |
| أخزريت                                            |                                       | ناقلة جنود مدرعة ثقيلة                | ~100                                  | إسرائيل                               | مصممة على هيكل دبابة T-54، توفر حماية مدرعة معززة ضد العبوات الناسفة والصواريخ                                |
| ناقلات الجنود المدرعة الثقيلة في الجيش الإسرائيلي |                                       | ناقلة جنود مدرعة ثقيلة                | غير محدد                              | المملكة المتحدة إسرائيل               | تستند إلى دبابة سينتوريون البريطانية، وتُستخدم للمهام الهندسية ومكافحة الشغب                                   |
| ناكبادون                                          |                                       | ناقلة جنود مدرعة ثقيلة                | غير محدد                              | المملكة المتحدة إسرائيل               | نسخة محدثة من نجماتشون مع تدريع إضافي                                                                         |
| نامر (ناقلة جنود مدرعة)                           |                                       | ناقلة جنود مدرعة ثقيلة                | ~290                                  | إسرائيل                               | تعتمد على هيكل ميركافا، تُعتبر من أكثر ناقلات الجند المدرعة حماية في العالم، مع خطة لإنتاج 531 وحدة بحلول 2027 |
| إيتان (مركبة مدرعة)                               |                                       | مركبة قتال مدرعة                      | غير محدد                              | إسرائيل                               | أول ناقلة جنود مدرعة بعجلات في إسرائيل، مزودة بنظام الحماية النشط القبضة الحديدية                             |
| المركبات الخفيفة متعددة الاستخدامات               |                                       |                                       |                                       |                                       | |
| وولف                                              |                                       | مركبة مدرعة                           | 300                                   | إسرائيل                               | توفر حماية إضافية للجنود في الدوريات والعمليات الحضرية                                                        |
| AIL ستورم                                         |                                       | مركبة متعددة الاستخدامات              | 700                                   | إسرائيل                               | نسخة معدلة من جيب رانجلر، تُستخدم في التنقل التكتيكي                                                           |
| هامفي                                             |                                       | مركبة عسكرية تكتيكية                  | 2,000+                                | الولايات المتحدة                      | تُستخدم لنقل الأفراد والمعدات في المهام القتالية                                                               |
| إم دي تي ديفيد                                    |                                       | مركبة مدرعة خفيفة                     | 400                                   | المملكة المتحدة إسرائيل               | مبنية على أساس لاند روفر ديفندر                                                                               |
| الشاحنات العسكرية                                 |                                       |                                       |                                       |                                       | |
| AIL عبير                                          |                                       | شاحنة 4×4                             | غير محدد                              | إسرائيل                               | تُستخدم لنقل الجنود والمعدات في المناطق الوعرة                                                                 |
| M35                                               |                                       | شاحنة نقل 8×12                        | غير محدد                              | الولايات المتحدة                      | شاحنة عسكرية متعددة الاستخدامات                                                                               |
| يونيموج 437                                       |                                       | شاحنة ثقيلة                           | غير محدد                              | ألمانيا                               | تُستخدم في عمليات النقل والإمداد                                                                               |
| المركبات الهندسية                                 |                                       |                                       |                                       |                                       | |
| بوما                                              |                                       | مركبة هندسية ثقيلة                    | غير محدد                              | المملكة المتحدة إسرائيل               | تعتمد على هيكل سينتوريون، تُستخدم لفتح الطرق وإزالة العوائق                                                    |
| نامر CEV                                          |                                       | مركبة هندسية ثقيلة                    | غير محدد                              | إسرائيل                               | تعتمد على هيكل ميركافا، تُستخدم في العمليات الهندسية                                                           |
| جرافة كاتربيلر D9                                 |                                       | جرافة مدرعة قتالية                    | 175+                                  | الولايات المتحدة إسرائيل              | تُستخدم في عمليات الهدم وإزالة الحواجز                                                                         |
| كاتربيلر 330                                      |                                       | حفارة مدرعة                           | غير محدد                              | الولايات المتحدة إسرائيل              | تُستخدم في الحفريات الهندسية العسكرية                                                                          |
| M60 AVLB                                          |                                       | دبابة مد جسر                          | غير محدد                              | الولايات المتحدة                      | تُستخدم في عمليات العبور العسكرية                                                                              |
| المركبات غير المأهولة                             |                                       |                                       |                                       |                                       | |
| فيبر VIPeR                                        |                                       | مركبة قتالية غير مأهولة               | غير محدد                              | إسرائيل                               | تُستخدم في الاستطلاع والهجمات الخفيفة                                                                          |
| جارديم                                            |                                       | مركبة غير مأهولة                      | غير محدد                              | إسرائيل                               | مركبة ذاتية القيادة للمهام الاستطلاعية                                                                        |
| D9T باندا                                         |                                       | جرافة مدرعة غير مأهولة                | غير محدد                              | الولايات المتحدة إسرائيل              | تُستخدم في العمليات القتالية والهندسية الخطرة                                                                  |

### المدفعية
| الاسم                                      | الصورة                     | النوع                        | العدد في الخدمة            | بلد المنشأ                 | الملاحظات |
| مدافع الهاوتزر ذاتية الدفع                 | مدافع الهاوتزر ذاتية الدفع | مدافع الهاوتزر ذاتية الدفع   | مدافع الهاوتزر ذاتية الدفع | مدافع الهاوتزر ذاتية الدفع | مدافع الهاوتزر ذاتية الدفع |
| ------------------------------------------ | -------------------------- | ---------------------------- | -------------------------- | -------------------------- | --- |
| M109 دوهر                                  |                            | هاوتزر ذاتي الدفع 155 ملم    | 250                        | الولايات المتحدة إسرائيل   | نسخة محدثة من M109A5، مزودة بأنظمة تحكم ناري متقدمة ومدى أطول. تعمل إسرائيل على استبداله بأنظمة مثل أتموس 2000 وArtillery Gun Module [الإنجليزية] |
| M107                                       |                            | هاوتزر ذاتي الدفع 175 ملم    | 36 مخزنة                   | الولايات المتحدة           | تُستخدم لضرب الأهداف بعيدة المدى، لكنها أصبحت قديمة                                                                                                |
| M110                                       |                            | هاوتزر ذاتي الدفع 203 ملم    | 36 مخزنة                   | الولايات المتحدة           | تُستخدم لقصف الأهداف المحصنة، ولكنها خرجت من الخدمة القتالية النشطة                                                                                |
| مدافع الهاوتزر المقطورة                    |                            |                              |                            |                            | |
| M-46                                       |                            | هاوتزر مقطور 155 ملم         | 40 مخزنة                   | الاتحاد السوفيتي           | تم الاستيلاء عليها وتحديثها من قبل الجيش الإسرائيلي، وتستخدم كاحتياطي                                                                             |
| M-68/M-71                                  |                            | هاوتزر مقطور 155 ملم         | 50 مخزنة                   | إسرائيل                    | مطورة من قبل شركة سولتم الإسرائيلية |
| M-839P/M845P                               |                            | هاوتزر مقطور 155 ملم         | 81 مخزنة                   | إسرائيل                    | تُستخدم كمدافع احتياطية عند الحاجة |
| مدافع الهاون                               |                            |                              |                            |                            | |
| كاردوم SP                                  |                            | مدفع هاون ذاتي الدفع 120 ملم | غير محدد                   | إسرائيل                    | نظام هاون محمول ذاتي الدفع يستخدم في المركبات المدرعة                                                                                             |
| سولطام إم-65                               |                            | مدفع هاون 120 ملم            | 650 مخزنة                  | إسرائيل                    | أحد أكثر مدافع الهاون استخدامًا في الجيش الإسرائيلي                                                                                                |
| Soltam M-66                                |                            | مدفع هاون 160 ملم            | 18 مخزنة                   | إسرائيل                    | تستخدم لإطلاق قذائف ذات قوة تدميرية كبيرة |
| منصات إطلاق الصواريخ المضادة للدبابات      |                            |                              |                            |                            | |
| M113 تموز                                  |                            | مركبة إطلاق صواريخ           | غير محدد                   | إسرائيل                    | منصات إطلاق صواريخ سبايك على هيكل M113 |
| أنظمة راجمات الصواريخ والصواريخ الباليستية |                            |                              |                            |                            | |
| LAR-160                                    |                            | راجمة صواريخ متعددة 160 ملم  | 50 مخزنة                   | إسرائيل                    | تُستخدم لضرب الأهداف بعيدة المدى بدقة عالية |
| M270 "Menatetz"                            |                            | راجمة صواريخ متعددة 270 ملم  | 30                         | الولايات المتحدة إسرائيل   | 18 وحدة إضافية في المخازن، تُستخدم لضرب الأهداف الاستراتيجية                                                                                       |
| PULS                                       |                            | راجمة صواريخ متعددة 306 ملم  | غير محدد                   | إسرائيل                    | نظام راجمة صواريخ متقدم يمكنه إطلاق أنواع مختلفة من الذخائر                                                                                       |
| EXTRA                                      |                            | صاروخ مدفعي بعيد المدى       | غير محدد                   | إسرائيل                    | مدى يصل إلى 150 كم، يُستخدم لضرب الأهداف الحيوية                                                                                                   |
| LORA                                       |                            | صاروخ باليستي تكتيكي         | غير محدد                   | إسرائيل                    | مصمم لضرب الأهداف بعيدة المدى بدقة عالية |

### الدفاع الجوي
| الاسم           | الصورة | النوع                                               | العدد في الخدمة | بلد المنشأ       | الملاحظات                                              |
| --------------- | ------ | --------------------------------------------------- | --------------- | ---------------- | ------------------------------------------------------ |
| MIM-104 باتريوت |        | صاروخ سطح-جو                                        | غير محدد        | الولايات المتحدة | تم تحديثه إلى النسخة ياهلوم GM+ لتعزيز القدرة الدفاعية |
| القبة الحديدية  |        | نظام دفاع صاروخي قصير المدى                         | 9+ وحدات        | إسرائيل          | اعترض مئات الصواريخ منذ دخوله الخدمة عام 2011          |
| مقلاع داوود     |        | صاروخ مضاد للصواريخ الباليستية متوسط إلى طويل المدى | غير محدد        | إسرائيل          | يمكنه اعتراض الصواريخ الباليستية وصواريخ كروز          |
| آرو             |        | نظام مضاد للصواريخ الباليستية                       | غير محدد        | إسرائيل          | يُستخدم لاعتراض الصواريخ الباليستية خارج الغلاف الجوي   |

## معدات القوات الجوية
| الطائرة                                          | بلد المنشأ       | النوع                       | الإصدارات                | في الخدمة                               | في الخدمة       | في الخدمة                               |
| ------------------------------------------------ | ---------------- | --------------------------- | ------------------------ | --------------------------------------- | --------------- | --------------------------------------- |
| الطائرة                                          | بلد المنشأ       | النوع                       | الإصدارات                | حسب معهد دراسات الأمن القومي الإسرائيلي | حسب فلايت قلوبل | حسب المعهد الدولي للدراسات الاستراتيجية |
| **المقاتلات**                                    |                  |                             |                          |                                         |                 |                                         |
| لوكهيد مارتن F-35 لايتنينغ II                    | الولايات المتحدة | مقاتلة متعددة المهام شبحية  | F-35I "أدير"             | 9                                       | 39              | 39                                      |
| ماكدونيل دوغلاس F-15 إيغل                        | الولايات المتحدة | مقاتلة تفوق جوي             | F-15A "باز"              | 52                                      | 42              | 8                                       |
| ماكدونيل دوغلاس F-15 إيغل                        | الولايات المتحدة | مقاتلة تفوق جوي             | F-15C "باز"              | 52                                      | 17              |                                         |
| ماكدونيل دوغلاس F-15 إيغل                        | الولايات المتحدة | مقاتلة تفوق جوي             | F-15B "باز"              | 52                                      | 16              | 6                                       |
| ماكدونيل دوغلاس F-15 إيغل                        | الولايات المتحدة | مقاتلة تفوق جوي             | F-15D "باز"              | 52                                      | 19              |                                         |
| ماكدونيل دوغلاس F-15E سترايك إيغل                | الولايات المتحدة | مقاتلة قاذفة                | F-15I "رعد"              | 25                                      | 25              | 25                                      |
| جنرال دايناميكس F-16 فايتنج فالكون               | الولايات المتحدة | مقاتلة متعددة المهام        | F-16A "نيتز"             | 107                                     | 63              | 77                                      |
| جنرال دايناميكس F-16 فايتنج فالكون               | الولايات المتحدة | مقاتلة متعددة المهام        | F-16B "نيتز"             | 107                                     | 16              |                                         |
| جنرال دايناميكس F-16 فايتنج فالكون               | الولايات المتحدة | مقاتلة متعددة المهام        | F-16C "باراك"            | 136                                     | 77              | ~50                                     |
| جنرال دايناميكس F-16 فايتنج فالكون               | الولايات المتحدة | مقاتلة متعددة المهام        | F-16D "باراك"            | 136                                     | 49              | 49                                      |
| جنرال دايناميكس F-16 فايتنج فالكون               | الولايات المتحدة | مقاتلة متعددة المهام        | F-16I "سوفا"             | 100                                     | 99              | 97                                      |
| **طائرات التدريب**                               |                  |                             |                          |                                         |                 |                                         |
| جروب G-120                                       | ألمانيا          | طائرة تدريب                 | G-120AI "سنونيت"         | 27                                      | 16              | 16                                      |
| بيتشكرافت T-6 تكسان II                           | الولايات المتحدة | طائرة تدريب                 | T-6A "إفروني"            | 19                                      | 20              | 20                                      |
| ألينيا Aermacchi M-346 ماستر                     | إيطاليا          | طائرة تدريب نفاثة فوق صوتية | M-346 "لافي"             | –                                       | 30              | 30                                      |
| **طائرات النقل والتزود بالوقود والإنذار المبكر** |                  |                             |                          |                                         |                 |                                         |
| إير تراكتور AT-802                               | الولايات المتحدة | مكافحة الحرائق              | AT-802F                  | 8                                       | 7               | 3                                       |
| بيتشكرافت بونانزا                                | الولايات المتحدة | طائرة خدمات                 | A-36 "خوفيت"             | 22                                      | –               | 22                                      |
| جلف ستريم G550                                   | الولايات المتحدة | طائرة استخبارات إلكترونية   | G500 "نحشون-شافيت"       | 3                                       | 3               | 3                                       |
| بوينغ KC-707                                     | الولايات المتحدة | طائرة تزود بالوقود          | KC-707 "سكني"            | 5                                       | 8               | 6                                       |
| **المروحيات العسكرية**                           |                  |                             |                          |                                         |                 |                                         |
| يوروكوبتر بانثر                                  | فرنسا            | دوريات بحرية                | AS-565SA "أتالف"         | 5                                       | 4               | 7                                       |
| بوينغ AH-64 أباتشي                               | الولايات المتحدة | مروحية هجومية               | AH-64A "بيتين"           | 30                                      | 26              | 26                                      |
| بوينغ AH-64 أباتشي                               | الولايات المتحدة | مروحية هجومية               | AH-64D "ساراف"           | 17                                      | 22              | 20                                      |
| سيكورسكي CH-53 سي ستاليون                        | الولايات المتحدة | نقل ثقيل                    | CH-53 "يسعور 2000"       | 37                                      | 18              | 25                                      |
| سيكورسكي S-70                                    | الولايات المتحدة | نقل تكتيكي                  | S-70A / UH-60A/L "يانشف" | 49                                      | 50              | 49                                      |

### المركبات الجوية غير المأهولة
- هيرون (طائرة مسيرة)
- أيتان (طائرة)
- طائرة هاربي
- هاروب (طائرة)
- هرمز 450
- سكايلارك 1

### الترسانة
- MIM-104 باتريوت – صاروخ أرض-جو يستخدم للدفاع الجوي ضد الطائرات والصواريخ الباليستية التكتيكية.
- / آرو (صاروخ إسرائيلي) – صاروخ مضاد للصواريخ الباليستية يعمل ضمن منظومة الدفاع الصاروخي الإسرائيلي.
- PB500A1 – قنبلة اختراق موجهة بالليزر مصممة لاستهداف التحصينات والأهداف الصلبة.
- M-85 – قنبلة عنقودية تُستخدم لضرب تجمعات المشاة والعربات المدرعة.
- CBU-58 – قنبلة عنقودية أمريكية تحتوي على مئات الذخائر الصغيرة المتفجرة.
- مارك 84 – قنبلة غير موجهة زنة 2000 رطل تُستخدم ضد الأهداف الكبيرة والمحصنة.
- MPR500 – قنبلة اختراق موجهة بدقة مصممة لاختراق الخرسانة والتحصينات العميقة.
- سبايس – قنبلة انزلاقية موجهة عبر نظام GPS أو الأشعة تحت الحمراء، مما يمنحها دقة عالية دون الحاجة إلى التوجيه المستمر.
- GBU-39 SDB – قنبلة صغيرة القطر موجهة بالليزر، تُستخدم لضرب الأهداف بدقة وتقليل الأضرار الجانبية.
- بايثون – صاروخ جو-جو متطور قصير المدى، يُستخدم للاشتباك مع الطائرات المقاتلة المعادية.
- بوباي – صاروخ جو-أرض بعيد المدى يُعرف باسم AGM-142 Have Nap عند استخدامه في الولايات المتحدة.
- بوباي توربو SLCM – صاروخ كروز يُعتقد أنه يُطلق من الغواصات ولديه قدرة حمل رؤوس نووية، لكن لم يتم تأكيد ذلك رسميًا.
- JDAM – قنبلة موجهة تعمل بتحويل القنابل غير الموجهة إلى ذخائر دقيقة التوجيه باستخدام نظام GPS.
- AGM-65 مافريك – صاروخ جو-أرض موجه، يستخدم لضرب العربات المدرعة والتحصينات.
- AGM-88 هارم – صاروخ مضاد للإشعاعات يُستخدم لاستهداف أنظمة الرادار والدفاعات الجوية.
- AGM-114 هيلفاير – صاروخ جو-أرض مضاد للدبابات، يُستخدم بكثافة في الطائرات المروحية والطائرات بدون طيار.
- إيه آي إم-120 أمرام – صاروخ جو-جو بعيد المدى يستخدم توجيه الرادار النشط لإصابة الأهداف الجوية.
- AIM-9 سايدويندر – صاروخ جو-جو حراري موجه بالأشعة تحت الحمراء، يُستخدم ضد الطائرات المقاتلة.
- شاباريل إم آي إم-72 – صاروخ أرض-جو يعمل بالأشعة تحت الحمراء، يُستخدم في الدفاع الجوي التكتيكي.
- ديليلاه – صاروخ كروز موجه بدقة يُستخدم لضرب الأهداف الأرضية بعيدة المدى.
- القبة الحديدية – نظام دفاع صاروخي يستخدم لاعتراض الصواريخ قصيرة المدى وقذائف الهاون.
- مقلاع داوود – نظام دفاع جوي متوسط إلى طويل المدى يستخدم لاعتراض الطائرات والصواريخ.
- جيريكو 2 – صاروخ باليستي متوسط المدى يُعتقد أنه قادر على حمل رؤوس نووية.
- جيريكو 3 – صاروخ باليستي عابر للقارات يُشتبه في امتلاكه قدرة نووية.

## الإستشهادات
1. ↑  "الجيش الأمريكي يسعى للحصول على قذائف هاون موجهة عيار 120 ملم للاستخدام في الخطوط الأمامية". مؤرشف من الأصل في 2010-07-01. اطلع عليه بتاريخ 2010-08-26. {{استشهاد ويب}}: الوسيط |حالة المسار=حي غير صالح (مساعدة)
2. ↑  ماثيو إم. إيد (10 سبتمبر 2013). "حصريًا: هل تمتلك إسرائيل أسلحة كيميائية أيضًا؟". فورين بوليسي. مؤرشف من الأصل في 2017-03-07. اطلع عليه بتاريخ 2017-03-10. تحفزت حساسياتها من خلال الاستيلاء على كميات كبيرة من المعدات السوفيتية ذات الصلة بالأسلحة الكيميائية خلال كل من حرب 1967 العربية الإسرائيلية وحرب يوم الغفران 1973. {{استشهاد ويب}}: الوسيط |حالة المسار=حي غير صالح (مساعدة)